# Tercera Federación Femenina
La Tercera Federación Femenina es la cuarta categoría femenina del sistema de ligas de fútbol de España, siendo inmediatamente inferior a la Segunda Federación. Su estatus es semiprofesional y hasta la temporada 2022-23 era llamada Primera Nacional Femenina.
La Primera Nacional se creó en 2019 y compitieron en ella 98 equipos repartidos en siete grupos diferentes. La competición arrancó el 15 de septiembre y fue suspendida por crisis del coronavirus. Para la temporada 2020-21, se acordó una ampliación puntual a 112 equipos.
En verano de 2023 la Real Federación Española de Fútbol acordaría el cambio de nombre pasando la competición de llamarse Primera Nacional Femenina a la nueva denominación de Tercera Federación Femenina, con solo 6 grupos y 96 equipos.

## Sistema de competición
Toman parte en el campeonato 96 equipos repartidos, por criterios de proximidad geográfica, en seis grupos de 16 equipos cada uno. 
Entre las temporadas 2020-21 y 2022-23 (Primera Nacional Femenina), el reparto de los 112 equipos en 7 grupos se realizó del siguiente modo:
- Grupo I: Galicia y Asturias (completado con Castilla y León)
- Grupo II: País Vasco, Cantabria y Navarra
- Grupo III: Baleares, Cataluña y Aragón
- Grupo IV: Andalucía y Extremadura (completado con Castilla y León y Comunidad de Madrid)
- Grupo V: Comunidad de Madrid, Castilla y León y La Rioja
- Grupo VI: Islas Canarias (Provincia de Santa Cruz de Tenerife y Provincia de Las Palmas)
- Grupo VII: Castilla-La Mancha, Comunidad Valenciana y Región de Murcia

Desde la temporada 2023-24 (Tercera Federación Femenina), el reparto de los 96 equipos en 6 grupos se realizó del siguiente modo:
- Grupo I: Galicia y Asturias (completado con Castilla y León)
- Grupo II: País Vasco, Cantabria, Navarra, La Rioja y Castilla y León
- Grupo III: Aragón, Baleares, Cataluña (completado con Comunidad de Madrid y Comunidad Valenciana)
- Grupo IV: Andalucía, Castilla-La Mancha, Comunidad de Madrid, Comunidad Valenciana y Murcia)
- Grupo V: Andalucía, Comunidad de Madrid, Extremadura (completado con Cantabria y Comunidad Valenciana)
- Grupo VI: Islas Canarias (Provincia de Santa Cruz de Tenerife y Provincia de Las Palmas)

La competición se disputa anualmente, empezando a principios de septiembre y terminando en el mes de abril o mayo del siguiente año. Siguiendo un sistema de liga, los equipos de cada grupo se enfrentan todos contra todos en dos ocasiones, en campo propio y contrario. El ganador de un partido obtiene tres puntos mientras que el perdedor no suma ninguno, y en caso de un empate entre dos equipos en un mismo partido, hay un punto para ambos. 
Al término de la temporada, los equipos campeones de cada uno de los seis grupos ascenderán directamente a .Segunda Federación de Fútbol Femenino. Por su parte, los clubes que ocupen los puestos del decimocuarto al decimosexto de cada uno de los seis grupos, así como los dos equipos con peor coeficiente de los clasificados en el puesto decimotercero, descenderán a  categoría regional. Ascenderán desde categoría territorial a la Tercera Federación de Fútbol Femenino un total de 20 equipos siendo 16 de ellos los clasificados en primer lugar de cada una de las competiciones territoriales en su máxima categoría de las siguientes federaciones de ámbito autonómico: Andalucía, Aragón, Principado de Asturias, Cantabria, Castilla y León, Castilla-La Mancha, Cataluña, Extremadura, Galicia, Islas Baleares, La Rioja, Madrid, Navarra, País Vasco, Región de Murcia, Comunidad Valenciana. Al grupo canario ascenderán dos equipos o más, tantos equipos como corresponda para conformar un único grupo de 16 equipos, quedando, en su caso, un ascenso que se determinará una vez finalizado el periodo de inscripción de la temporada en curso.

En la temporada 2025-26 se va a reformar la competición. La Tercera Federación Femenina se expandirá significativamente, pasando de los actuales 6 grupos a 18 grupos. El número de equipos en la categoría llegará hasta 216 equipos en total y cada grupo contará con 12 equipos. Se pretende con esta reestructuración que la categoría tenga un ambiente competitivo más variado y equilibrado, incluyendo las diferentes regiones del país. 
Los ascensos y descensos en esta categoría también cambiarán. Participarán en los Playoff de ascenso los clubes clasificados entre los puestos 2º y 5º de cada uno de los grupos y constará de tres eliminatorias. La primera y segunda eliminatoria se disputarán entre equipos pertenecientes al mismo grupo, mientras que la tercera, las finales por el ascenso, se realizará, mediante sorteo puro, entre los ganadores de la segunda eliminatoria. Los 9 clubes vencedores ascenderán, junto a los primeros clasificados de cada grupo, a Segunda Federación. De este modo el método de ascenso será análogo al de la Tercera Federación masculina.
Los equipos que ocupen los últimos puestos, en el número que determine cada Federación de ámbito autonómico, con un mínimo de tres equipos por cada grupo, descenderán a la primera categoría territorial.

## Historia

### Sistema de ligas femeninas
Para más detalle sobre la organización de las categorías véase Sistema de ligas de España
|             | 1.ª categoría             | 2.ª categoría                 | 3.ª categoría               | 4.ª categoría               | 5.ª categoría         |
| ----------- | ------------------------- | ----------------------------- | --------------------------- | --------------------------- | --------------------- |
| 1988 - 96   | Liga Nacional Femenina    | —                             | —                           | —                           | —                     |
| ...         |                           |                               |                             |                             |                       |
| 2019 - 22   | Primera División Femenina | Segunda División PRO Femenina | Primera Nacional Femenina   | Categorías regionales       | —                     |
| 2022 - 23   | Primera División Femenina | Primera Federación Femenina   | Segunda Federación Femenina | Primera Nacional Femenina   | Categorías regionales |
| 2023 - Act. | Primera División Femenina | Primera Federación Femenina   | Segunda Federación Femenina | Tercera Federación Femenina | Categorías regionales |

## Historial
A continuación se listan los campeones de cada grupo y se resaltan los equipos ascendidos a Segunda División.

### Como tercera categoría
Nota: En la temporada 2019-20, la Joventut Almassora C. F. de la Comunidad Valenciana, como mejor equipo entre los segundos clasificados, ascendió en el «play-off» de ascenso frente a los primeros clasificados. En la temporada 2021-22, previa a una profunda reestructuración del fútbol femenino, ascendieron, además de los campeones, los subcampeones de cada grupo, que fueron: Viajes Interrías F. F., C. A. Osasuna "B", Balears F. C., C. D. Badajoz, Torrelodones C. F., C. F. Unión Viera y Levante U. D. "B".
| Temporada | Grupo I                | Grupo I            | Grupo II        | Grupo II          | Grupo III                | Grupo IV       | Grupo V               | Grupo VI           | Grupo VI               | Grupo VII          |
| --------- | ---------------------- | ------------------ | --------------- | ----------------- | ------------------------ | -------------- | --------------------- | ------------------ | ---------------------- | ------------------ |
| 2019-20   | C. D. Monte            | C. D. Monte        | Añorga K. K. E. | Añorga K. K. E.   | R. C. D. Espanyol "B"    | Real Betis "B" | F. F. La Solana       | C. F. Unión Viera  | C. F. Unión Viera      | U. D. Aldaia C. F. |
| 2020-21   | Viajes Interrías F. F. | Oviedo Moderno "B" | C. D. Pradejón  | Real Sociedad "B" | F. C. Levante Las Planas | Real Betis "B" | C. D. Getafe          | C. F. S. La Garita | U. D. Geneto del Teide | Elche C. F.        |
| 2021-22   | C. P. Mixta Friol      | C. P. Mixta Friol  | Bizkerre F. T.  | Bizkerre F. T.    | C. E. Europa             | Málaga C. F.   | Real Madrid C. F. "B" | F. C. D. Tenerife  | F. C. D. Tenerife      | Valencia C. F. "B" |

### Como cuarta categoría
| Temporada | Grupo I              | Grupo II          | Grupo III                   | Grupo IV                 | Grupo V                    | Grupo VI                                 |
| --------- | -------------------- | ----------------- | --------------------------- | ------------------------ | -------------------------- | ---------------------------------------- |
| 2022-23   | R. Sporting de Gijón | Real Sociedad "B" | S. D. Huesca                | Atlético de Madrid "C"   | Elche C. F.                | C. D. Guiniguada Apolinario              |
| 2023-24   | Real Avilés C. F.    | S. D. Eibar "B"   | Fundación U. E. Cornellá    | C. F. Pozuelo de Alarcón | C. F. F. Olympia Las Rozas | U. D. Geneto del Teide                   |
| 2024-25   | Deportivo Abanca "B" | Bizkerre F. T.    | F.C. Levante Las Planas "B" | Madrid C. F. F. "C"      | Sportextremadura C. D.     | Fundación Canaria del C. D. Tenerife "B" |

## Palmarés
Nota: indicados en negrita los clubes que continúan en activo.
| Club                                     | Títulos | Años                              |
| ---------------------------------------- | ------- | --------------------------------- |
| Real Betis "B"                           | 2       | 2019-20 (G. IV), 2020-21 (G. IV)  |
| Real Sociedad "B"                        | 2       | 2020-21 (G. IIB), 2022-23 (G. II) |
| Elche C. F.                              | 2       | 2020-21 (G. VII), 2022-23 (G. V)  |
| U. D. Geneto del Teide                   | 2       | 2020-21 (G. VIB), 2023-24 (G. V)  |
| Bizkerre F. T.                           | 2       | 2021-22 (G. II), 2024-25 (G. I)   |
| C. D. Monte                              | 1       | 2019-20 (G. I)                    |
| Añorga K. K. E.                          | 1       | 2019-20 (G. II)                   |
| R. C. D. Espanyol "B"                    | 1       | 2019-20 (G. III)                  |
| F. F. La Solana                          | 1       | 2019-20 (G. V)                    |
| Unión Viera C. F.                        | 1       | 2019-20 (G. VI)                   |
| U. D. Aldaia C. F.                       | 1       | 2019-20 (G. VII)                  |
| Viajes Interrías F. F.                   | 1       | 2020-21 (G. IA)                   |
| Oviedo Moderno "B"                       | 1       | 2020-21 (G. IB)                   |
| C. D. Pradejón                           | 1       | 2020-21 (G. IIA)                  |
| F. C. Levante Las Planas                 | 1       | 2020-21 (G. III)                  |
| C. D. Getafe                             | 1       | 2020-21 (G. V)                    |
| C. F. S. La Garita                       | 1       | 2020-21 (G. VIA)                  |
| C. P. Mixta Friol                        | 1       | 2021-22 (G. I)                    |
| C. E. Europa                             | 1       | 2021-22 (G. III)                  |
| Málaga C. F.                             | 1       | 2021-22 (G. IV)                   |
| Real Madrid C. F. "B"                    | 1       | 2021-22 (G. V)                    |
| F. C. D. Tenerife                        | 1       | 2021-22 (G. VI)                   |
| Valencia C. F. "B"                       | 1       | 2021-22 (G. VII)                  |
| R. Sporting de Gijón                     | 1       | 2022-23 (G. I)                    |
| S. D. Huesca                             | 1       | 2022-23 (G. III)                  |
| Atlético de Madrid "C"                   | 1       | 2022-23 (G. IV)                   |
| C. D. Guiniguada Apolinario              | 1       | 2022-23 (G. VI)                   |
| Real Avilés C. F.                        | 1       | 2023-24 (G. I)                    |
| S. D. Eibar "B"                          | 1       | 2023-24 (G. II)                   |
| Fundación U. E. Cornellá                 | 1       | 2023-24 (G. III)                  |
| C. F. Pozuelo de Alarcón                 | 1       | 2023-24 (G. IV)                   |
| C. F. F. Olympia Las Rozas               | 1       | 2023-24 (G. V)                    |
| Deportivo Abanca "B"                     | 1       | 2024-25 (G. I)                    |
| F.C. Levante Las Planas "B"              | 1       | 2024-25 (G. III)                  |
| Madrid C. F. F. "C"                      | 1       | 2024-25 (G. IV)                   |
| Sportextremadura C. D.                   | 1       | 2024-25 (G. V)                    |
| Fundación Canaria del C. D. Tenerife "B" | 1       | 2024-25 (G. VI)                   |